# Vedums församling
För andra betydelser, se Vedums församling (olika betydelser).
Vedums församling var en församling i Skara-Barne kontrakt i Skara stift. Församlingen ligger i Vara kommun i Västra Götalands län och ingick i Vara pastorat. Församlingen uppgick 2018 i Varabygdens församling.

## Administrativ historik
Församlingen bildades 2002 genom sammanslagning av Elings församling, Bitterna församling, Laske-Vedums församling och Södra Lundby församling och ingick därefter i Vara pastorat. Församlingen uppgick 2018 i Varabygdens församling. 
Församlingskod var 147014.

## Kyrkor
- Elings kyrka
- Bitterna kyrka
- Laske-Vedums kyrka
- Södra Lundby kyrka